# Guy de Cassagnac
Guy de Cassagnac (né à Paris 17e le 26 décembre 1882 et mort à Fonteny (Moselle) le 20 août 1914) est un écrivain français.

## Biographie
Guy de Cassagnac est le fils du député bonapartiste Paul de Cassagnac, fondateur de L'Autorité, et le frère de Paul Julien Granier de Cassagnac, avec qui il co-dirige le journal après la mort de leur père en 1904,.
Cassagnac s'illustre d'une part en polémiste conservateur. Le 5 juillet 1906, la 9e chambre du tribunal correctionnel de la Seine rend son jugement dans un procès intenté au journal L'Autorité par Nelly Roussel, pour un article de la main de Cassagnac qui insultait la conférencière féministe. Le tribunal condamne solidairement Cassagnac et le gérant du journal à payer à Roussel la somme de 100 francs à titre de dommages et intérêts.
Le journaliste se livre également à plusieurs duels. En octobre 1905, il se bat à l'épée à Riscle (Gers) contre le député Joseph Noulens, qu'il accuse d'avoir sali la mémoire de son père. En juillet 1914, lui et son frère Paul défient en duel à Paris deux correspondants allemands du Berliner Lokal-Anzeiger nommés Fondaum et Fuchs.
Cassagnac reçoit en 1915 le prix de Jouy de l'Académie française.

### Mort
Sous-lieutenant du 344e régiment d'infanterie, Cassagnac meurt âgé de 31 ans, tué par l'ennemi, à Fonteny (Moselle) le 20 août 1914, deux semaines après la déclaration de guerre de l'Allemagne.
Un récit publié dans le journal corse Le Colombo dépeint Cassagnac en héros : « Les troupes françaises ayant reçu l'ordre de se replier, le sous-lieutenant de Cassagnac protégea la retraite de son régiment en faisant front à l'ennemi. C'est alors qu'il fut frappé d'une balle en pleine poitrine ». Pris en charge par des paysans réquisitionnés par les soldats allemands, il meurt en cours de transport.
Son nom est publié dans la liste des décès du 1er octobre 1914 et il est reconnu mort pour la France le 13 février 1917,.

## Œuvres
- Lettre (1915)
- Quand la nuit fut venue (1913)
- La double Mission de Jeanne d'Arc, discours prononcé au Cercle du Luxembourg (Association générale des étudiants catholiques), à Paris, le 21 avril 1909 (1909)
- Les dernières années de Dumouriez avec dix lettres inédites (1880)